# Tortolì

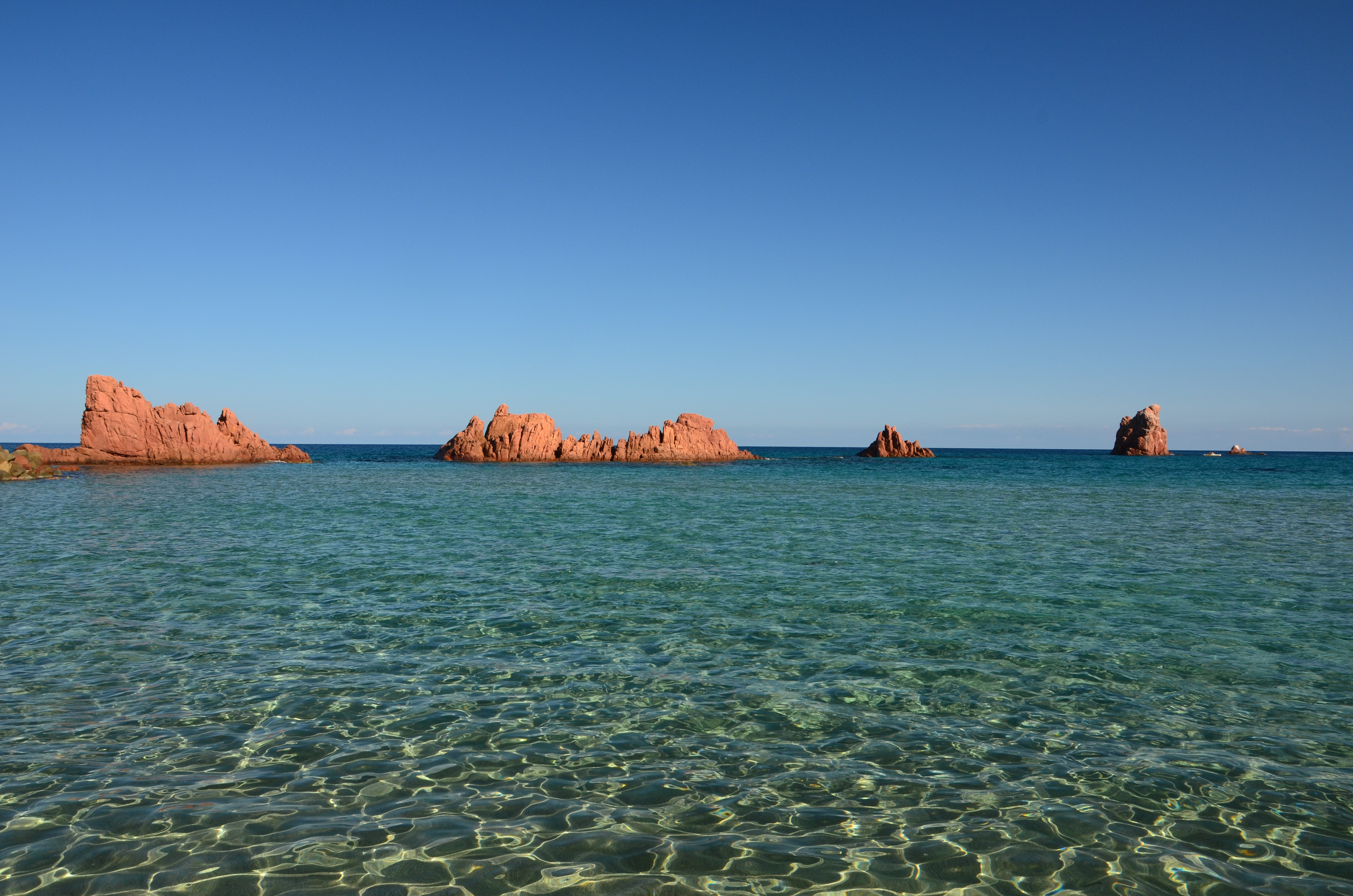
Die „roten Felsen“ an der Spiaggia di Cea

Tortolì ist eine Stadt auf der italienischen Mittelmeerinsel Sardinien mit 11.000 Einwohnern (Stand 31. Dezember 2023). Sie ist Hauptstadt der Provinz Ogliastra.

## Geografie und Verkehr
Im Vorort Arbatax befindet sich ein Hafen. In der Nähe der Stadt befand sich bis 2011 einer der vier Flughäfen Sardiniens. Die Stadt ist vom Tourismus geprägt. Die Umgebung ist für die als besonders schön geltenden Küsten und Strände mit sehr klarem Meerwasser bekannt. Aus geologischer Sicht ist insbesondere der Strand von Cea durch seine roten Porphyr-Felsen und die Basaltintrusionen sehr interessant.
Tortoli besitzt einen Bahnhof an der schmalspurigen Bahnstrecke Mandas–Arbatax, der in den Sommermonaten vom Trenino Verde bedient wird.

## Sehenswürdigkeiten
Zu den Sehenswürdigkeiten der Stadt gehört die Kirche Sant’Andrea Apostolo, einst eine Kathedrale, im Stil des Barock. Die erste Kirche an dieser Stelle stammte aus dem 6. Jahrhundert. Eine weitere Sehenswürdigkeit ist der Wachturm San Gemiliano aus dem 16. Jahrhundert. Südlich von Tortoli liegt Der Fundplatz S’Ortali ’e su Monti. Er ist Standort einer Nuraghe, eines Gigantengrabes und einer Steinreihe.

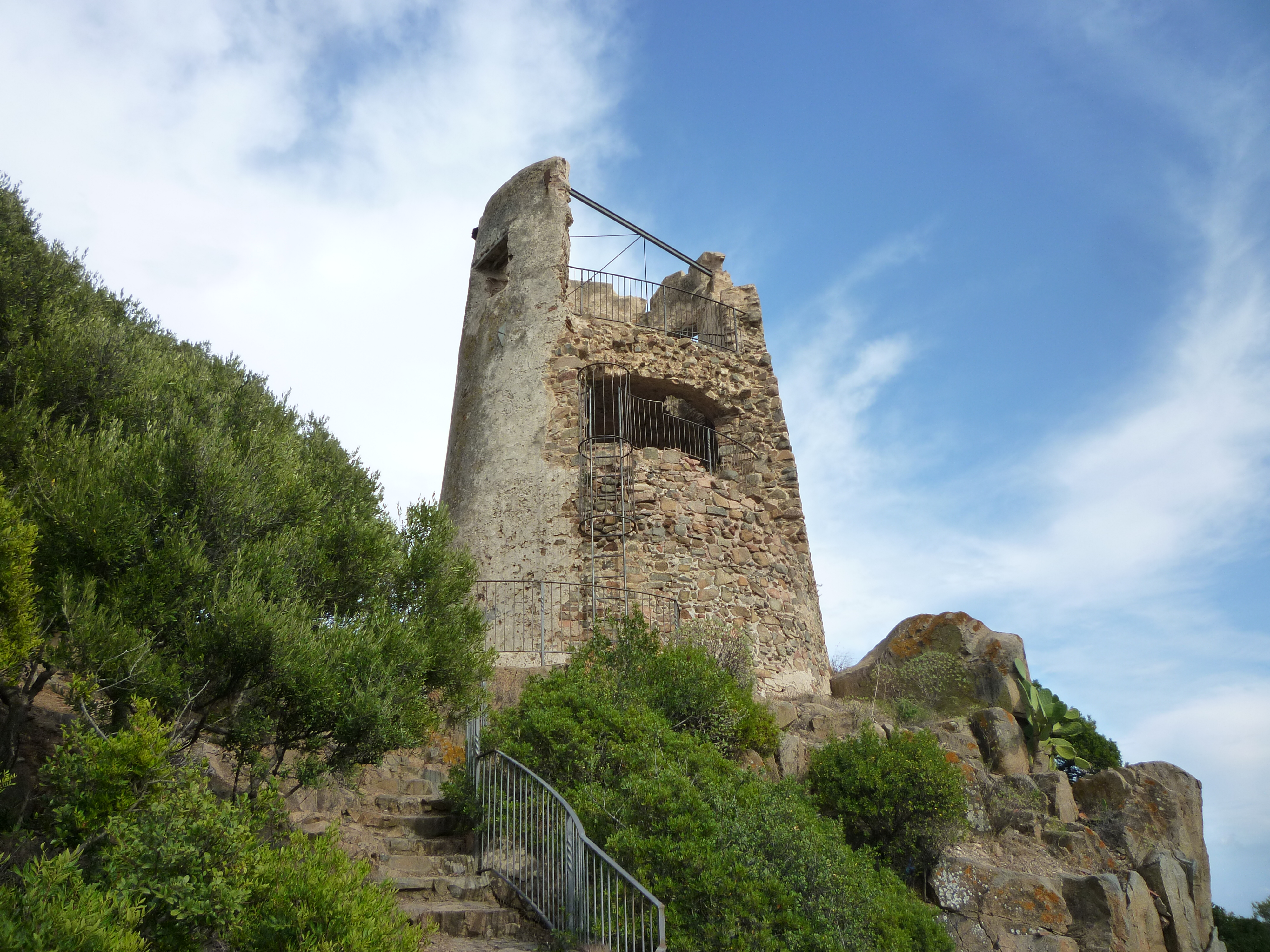
Torre di San Gemiliano
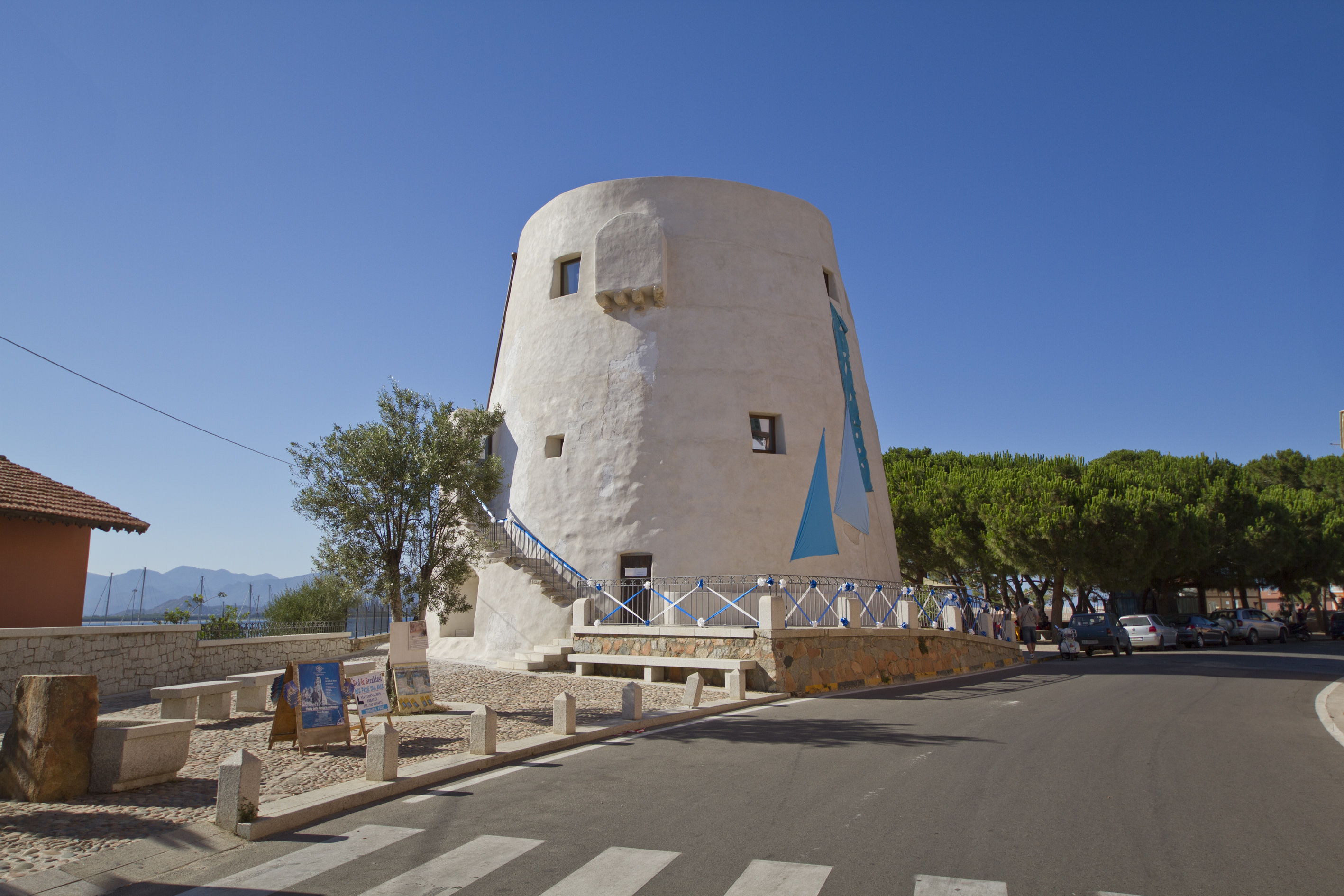
Torre di San Miguel am Hafen von Arbatax
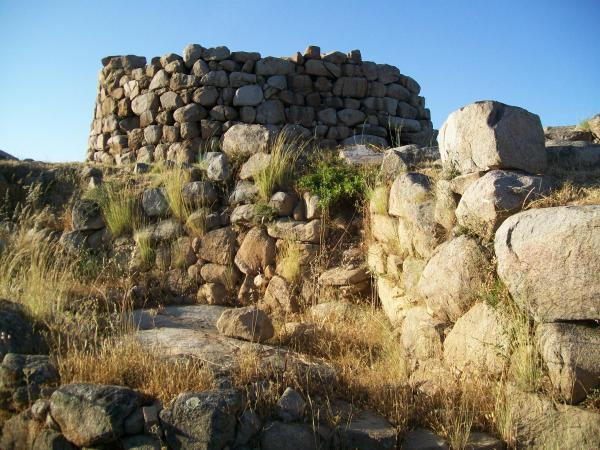
Nuraghe S’Ortali ’e su Monti
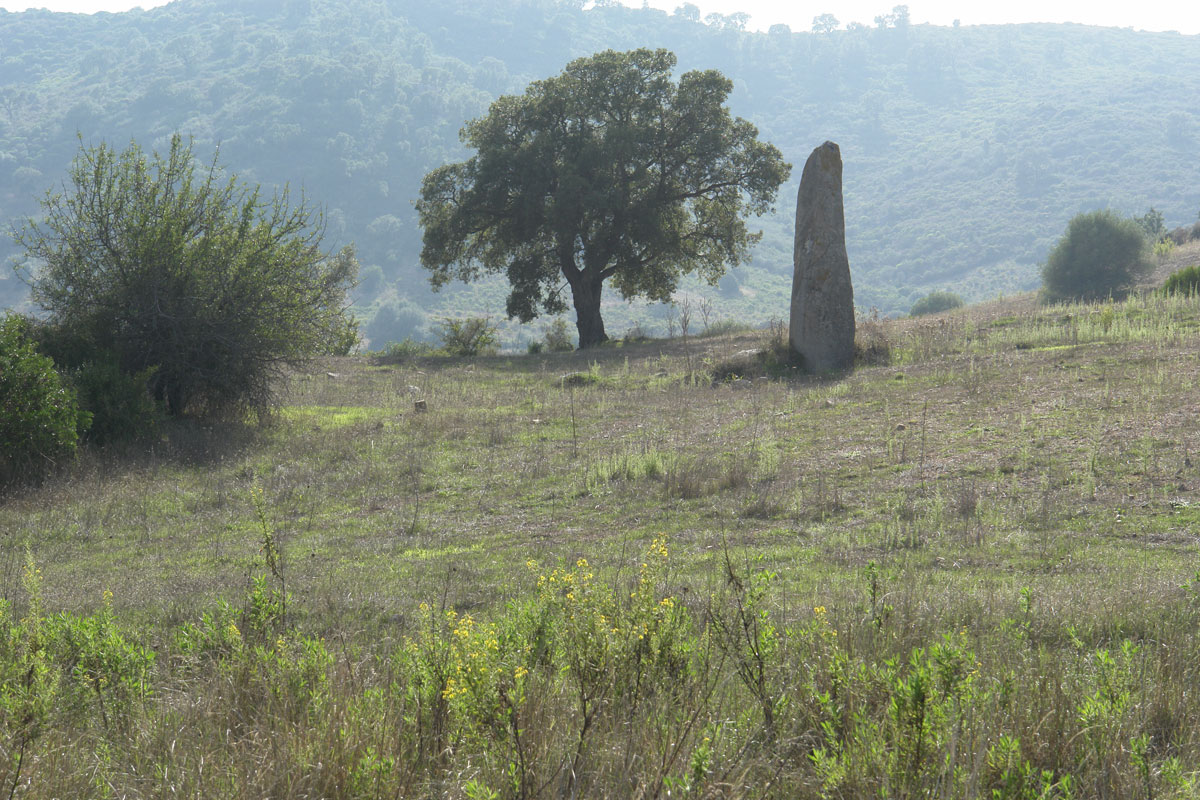
Menhir vor Tortoli

## Persönlichkeiten
- Luigi Pirastu (1913–1984), Politiker